# 布部村 (島根県)
布部村（ふべむら）は、島根県能義郡にあった村。現在の安来市広瀬町布部、広瀬町宇波、広瀬町菅原にあたる。

## 地理
- 河川：布部川（飯梨川）[1]、山佐川[2]、宇波川[3]

- 山岳：日向山[3]

## 歴史
- 1889年（明治22年）4月1日、町村制の施行により、能義郡布部村、宇波村、菅原村が合併して村制施行し、布部村が発足[1][4]。
- 1957年（昭和32年）4月1日、大字菅原を能義郡広瀬町に編入[1][4]。
- 1967年（昭和42年）8月1日、能義郡広瀬町に編入され廃止[1][4]。

## 産業
- 農業、製炭、製鉄[1]